# Kibisidytes
Kibisidytes es un género de foraminífero bentónico de la familia Lagynidae, del suborden Allogromiina y del orden Allogromiida. Su especie tipo es Kibisidytes marinus. Su rango cronoestratigráfico abarca el Holoceno.

## Clasificación
Kibisidytes incluye a la siguiente especie:
- Kibisidytes marinus